# Hokuriku Shinkansen

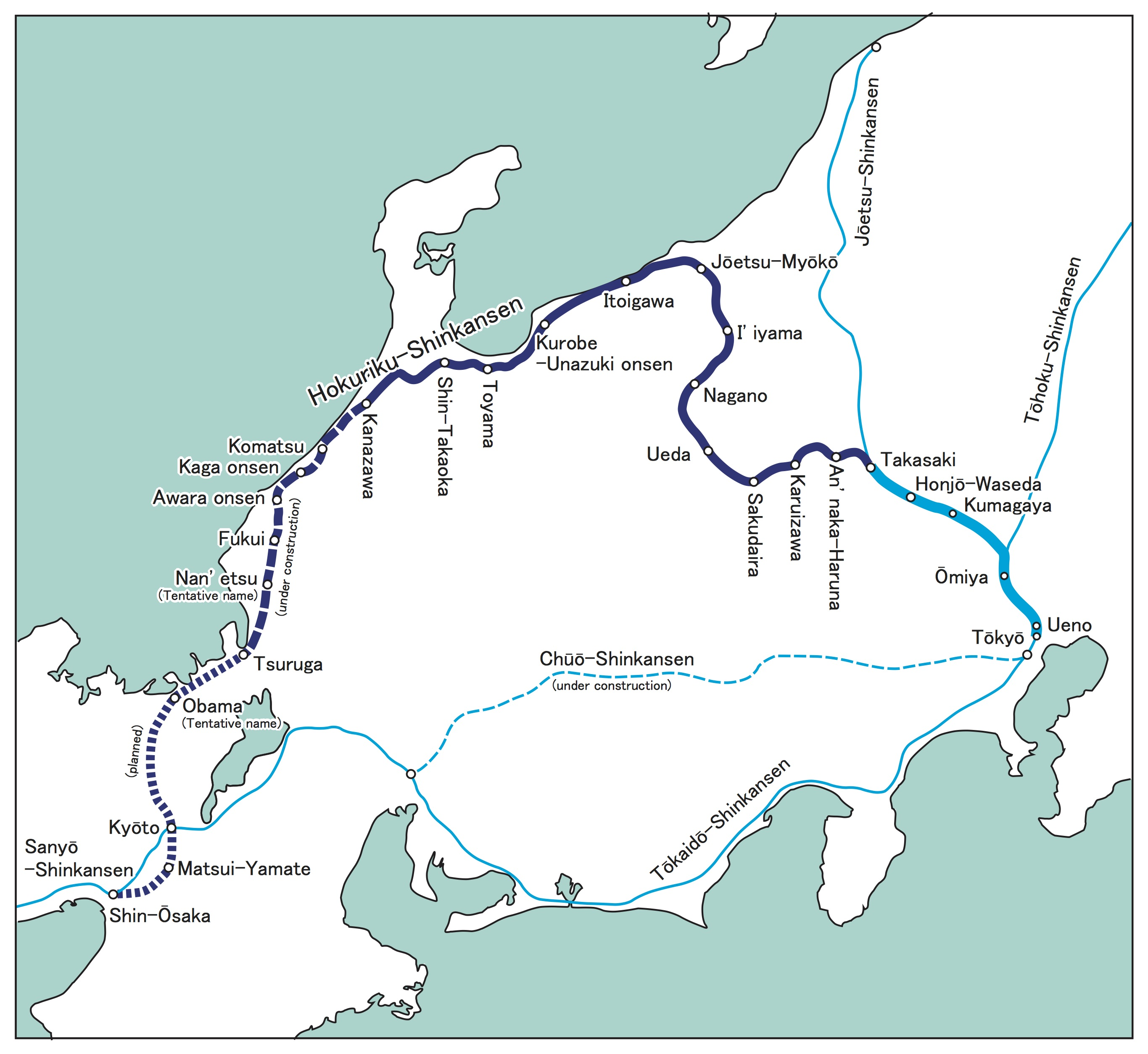
Línea Hokuriku Shinkansen

El Hokuriku Shinkansen (北陸新幹線) es una línea Shinkansen que abrió el 1 de octubre de 1997 entre Takasaki y Nagano siendo llamada como Nagano Shinkansen (長野新幹線) por la East Japan Railway Company (JR East) en la publicidad y en los horarios. Fue construida para conectar Tokio y Nagano a tiempo de los Juegos Olímpicos de Invierno de 1998. La línea actual se extiende a lo largo de 117,4 km.
Los trenes super-expresos Asama, nombrados así debido a un volcán activo junto de la línea, conecta actualmente Tokio y Nagano en un mínimo de 79 minutos a una velocidad máxima de 260 km/h. Estos servicios son efectuados por los trenes de la Serie E2 de la JR East. Existen 2 servicios por hora, teniendo en cuenta patrones de parada distintos. Los trenes circulan a lo largo de las líneas Jōetsu y Tōhoku de Tokio hasta Takasaki.
Los servicios Hokuriku Shinkansen substituirán los trenes expresos de la línea principal Shin-etsu, también llamados de Asama, que llevaban anteriormente 2h50 desde Tokio (Estación Ueno) hasta Nagano. En consecuencia de la apertura del Shinkansen, parte de la línea convencional fue abandonada entre Yokokawa y Karuizawa.
Fue construida una isla-plataforma en la estación de Tokio para coincidir con los nuevos servicios. Esto aumentó el número de plataformas Shinkansen de la JR East para 2 (sirviendo 4 líneas).
A partir de diciembre de 2005 fue prohibido fumar en todos los trenes Asama.

## Actualidad
En marzo de 2015 quedó abierto el tramo Nagano - Kanazawa, esto sirvió para presentar los nuevos trenes de las series W7 y E7, fabricados por JR West y JR East. En solo dos minutos el tren puede alcanzar la velocidad de 260km/h y en llegar a Toyama solo tarda 25 minutos en llegar.

## Futuro
Los planes futuros para la línea Hokuriku Shinkansen incluyen eventualmente extensiones para locales tan lejanos como Osaka vía Toyama y Kanazawa. Partes de la sección de 162,1 km para Torayama comenzaron en 1993, y desde 2005 que está en construcción hasta Kanazawa, incluyendo los 22,2 km del túnel Iiyama que en 2005 estaba el 40% completado. Se espera que esté concluido hasta 2012 hasta Toyama, con el servicio a llegar hasta Kanazawa previsto para 2014. La construcción del Fukui está prevista para iniciar en 2008, con el último tramo hasta Osaka aún no ha finalizado.
Más allá de la estación de Joetsu, la línea pasa a pertenecer a la JR West en vez de la JR East.

## Estaciones

### Operacionales
- Takasaki (高崎)
- Annaka-Haruna (安中榛名)
- Karuizawa (軽井沢)
- Sakudaira (佐久平)
- Ueda (上田)
- Nagano (長野)
- Iiyama (飯山)
- Joetsu [tentativa] (上越)
- Itoigawa (糸魚川)
- Shin-Kurobe (新黒部)
- Toyama (富山)
- Shin-Takaoka (新高岡)
- Kanazawa (金沢)
- Komatsu (小松)
- Kaga-Onsen (加賀温泉)
- Awara-Onsen (芦原温泉)
- Fukui (福井)
- Echizen-Takefu (越前たけふ)
- Tsuruga (敦賀)

### Planeadas
- Higashi-Obama (東小浜)
- Kioto (京都)
- Matsuiyamate (松井山手)
- Shin-Osaka (新大阪)